# Traufgasse

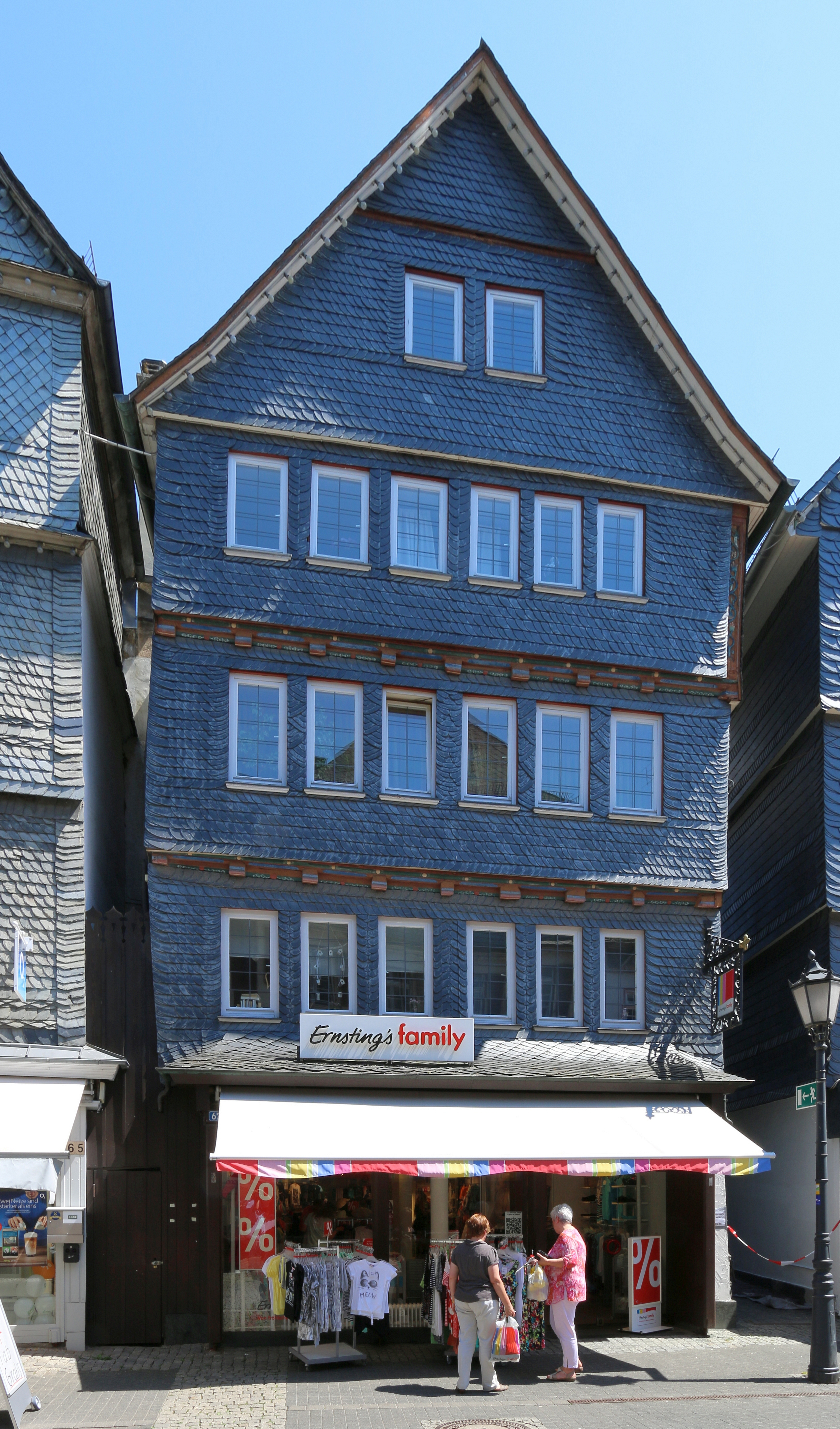
Giebelständiges Fachwerkhaus in Herborn mit seitlichen Traufgassen

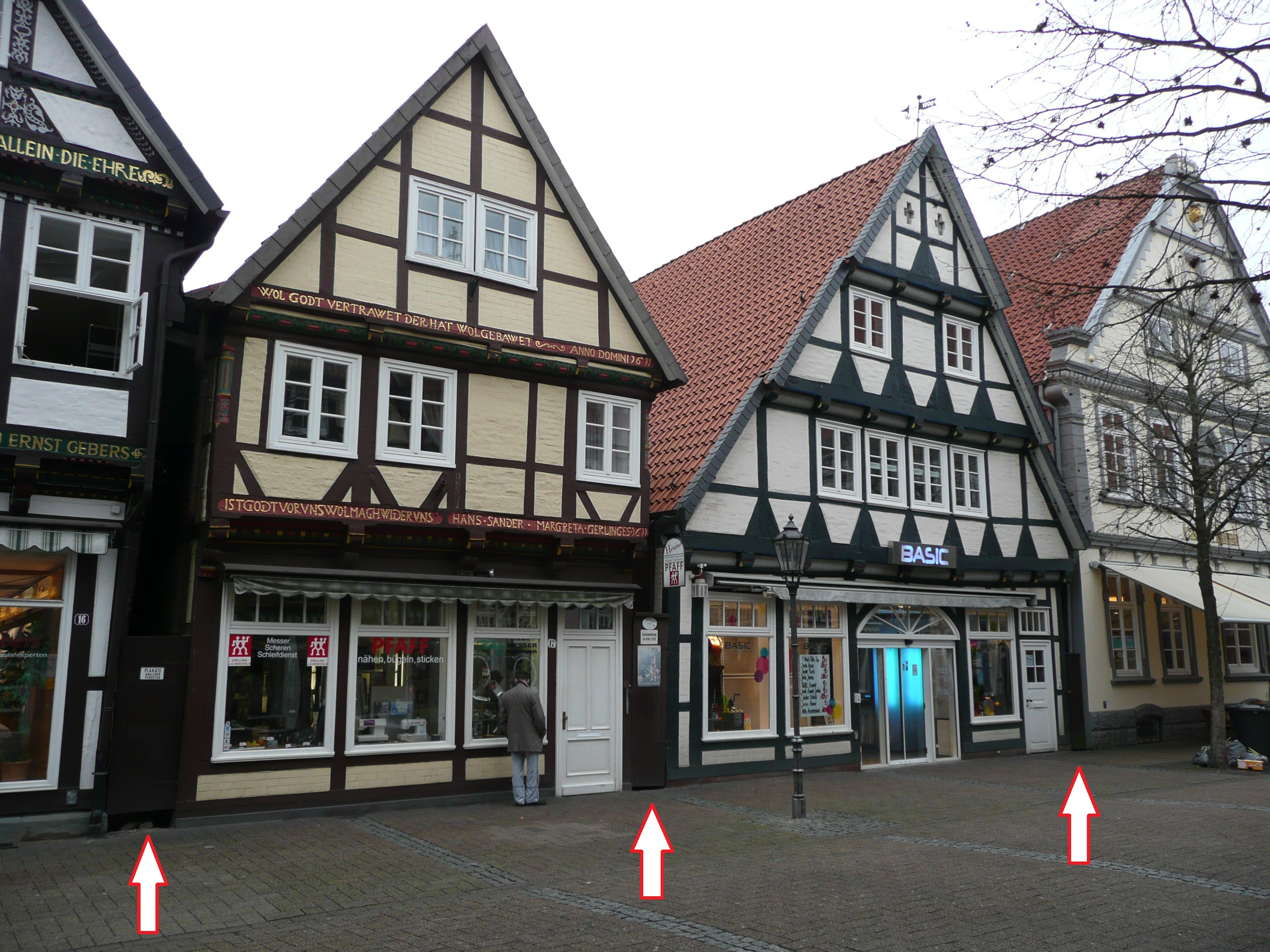
Giebelständige Fachwerkhäuser in Celle mit drei Zwischen

Die Traufgasse (bzw. das Traufgässchen) bezeichnet ein schmales Gässchen bzw. einen Gang zwischen zwei giebelständigen Häusern insbesondere in Fachwerkstädten.

## Bezeichnungen
Für den Begriff Traufgasse wurden und werden zahlreiche mehr oder weniger gleichbedeutende Bezeichnungen verwendet: 
- Schmutzgässchen,
- Reule, Reiche, Reihe, enge Reihe[1]
- Ahle[1], Winkel,
- regional auch Zwische (Celle[2]), Oahle (Biskirchen[3]), Häusing (Oldenburg[4]), Wuostgraben (Konstanz[5]), niederdeutsch Soe,
- in Bayern auch Winkel, Ehgraben[6], Rill'nluch (Rillenloch).

## Geschichte und Funktionen
Entstehung, Anlage und Funktionen der Traufgassen sind innerhalb der Disziplin der Stadtbaugeschichte ein bisher weitgehend unerforschter Gegenstand. Da ihre Strukturen in der Regel von den jeweils spezifischen Parzellen in den Altstädten vorgegeben sind, müssen sie bereits sehr früh und zusammen mit der hochmittelalterlichen Einmessung des Stadtgrundrisses mit ihren Quartiersblöcken und Grundstücken angelegt worden sein. Da sich Parzellenzuschnitte und -grenzen später nur selten ändern, können die Traufgassen ablesbare Dokumente der frühen Stadtbaugeschichten sein.

### Entwässerung, Abfallbeseitigung
Historische Häuser verfügten auch in den Städten oft noch bis ins 18. Jahrhundert über keine Dachrinnen, was bei nebeneinander angeordneten, giebelständigen Häusern die Lösung einer technisch funktionierenden Dachentwässerung erzwang. Dächer beieinander stehender Giebelhäuser konnten nur über aufwändig konstruierte Grabendachrinnen oder aber einfacher über die dazu extra angelegte Traufgassen entwässert werden. Bei Traufgassen tropfen die Niederschläge in den Hauszwischenraum der Traufgasse und werden von dort in einer zur Straße hin nach vorne leicht abfallenden Bodenrinne abgeführt. Diese Funktion hat verschiedentlich auch zur älteren Bezeichnung einer Traufgasse als Tropfenfall geführt.
Da ebenfalls noch keine Abwasserrohre existierten, konnten zudem Bodenrinnen in den Traufgassen die Entwässerung auch der rückwärtigen Innenhöfe nach vorne auf die Straße übernehmen.
Die Breite der Traufgassen variiert stark zwischen 30 und 90 cm, breitere Traufgassen dienten auch der Zuwegung. Um den unbefugte Grundstücksstritt Dritter auf die rückwärtigen Grundstücke zu verhindern, waren die kleineren Traufgassen oft straßenseitig mit (unten offenen) Brettertüren verschlossen.
Seit dem Aufkommen von Abtritten in und an den Häusern dienten die Traufgassen auch als oberirdische Fäkalrinnen für menschliche Exkremente, die auf diese Weise ebenfalls auf die ohnehin schon von tierischem Kot und Urin verschmutzten Straßen gespült wurden. Die städtischen Abfälle wurden von Straßenreinigern in regelmäßigen Zeitabständen (ca. zwei oder drei Mal pro Woche) zusammengefegt und auf Karren abtransportiert.

### Brandverhütung
Wo keine aufwändigen Brandwände zur Verhinderung von Stadtbränden üblich waren, mussten andere Lösungen gefunden werden. ‚Auf Lücke‘ bebaute Grundstücke mit dazwischen angelegten Traufgassen trugen ebenfalls zur Verhütung der Ausbreitung von Bränden bei, weil so im Brandfall die Gefahr des Feuerüberschlags verringert war.

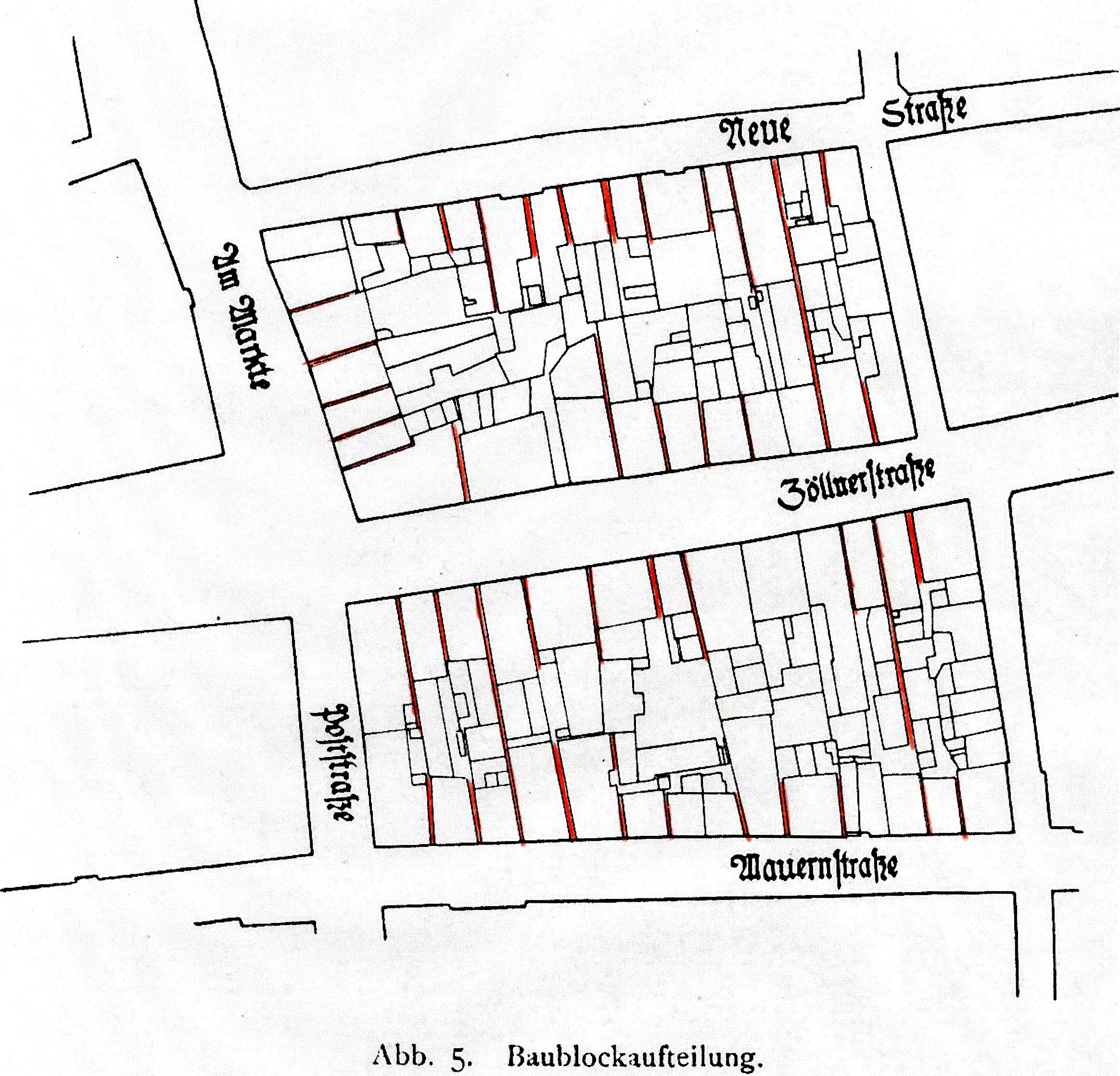
Altstadt Celle, Baublockeinteilung und in Rot Traufgassen (Zwischen)

Die wichtige Funktion der Traufgassen zur Brandverhütung ist auch daran erkennbar, dass sie nicht allein auf Giebelhäuser beschränkt ist, sondern vielfach auch bei aneinander gereihten Traufenhäusern vorhanden sind. Dort werden sie oft begriffswidrig ebenfalls als Traufgassen bezeichnet, obwohl es sich eigentlich um Giebelgassen handelt.
Feuergassen sind dagegen in der Regel mehrere Meter breit und erfüllten oft zusätzlich eine Funktion zur Erschließung des Quartierinnern. Bekannt sind die – auch touristisch erschlossenen – Feuergassen in Konstanz.

### Durchgang
Die über etwa 1 m breiten Traufgassen dienten in der Regel auch als – teilweise sogar öffentlicher – Durchgang zu rückwärtig gelegenen Feldern, Wegen, Häusern etc.; sie waren häufig gepflastert und wurden später asphaltiert.

### Viehfütterung
Auf dem Lande kamen Traufgässchen erst sehr viel später auf und dienten auch als Zugang zur Fütterung und Versorgung des Viehs in den kleinen Stallungen, die zumeist an den rückwärtigen Teil des Wohngebäudes angebaut waren. Zum Sammeln und Verwerten der menschlichen und tierischen Fäkalien und Abfälle bedienten sich größere und kleinere Bauernhöfe meist anderer Methoden (Misthaufen, Güllegruben etc.). Viele dieser Traufgässchen wurden straßenseitig Ende des 19. oder in der ersten Hälfte des 20. Jahrhunderts durch Brettertüren oder Mauern geschlossen.

Bildergalerie
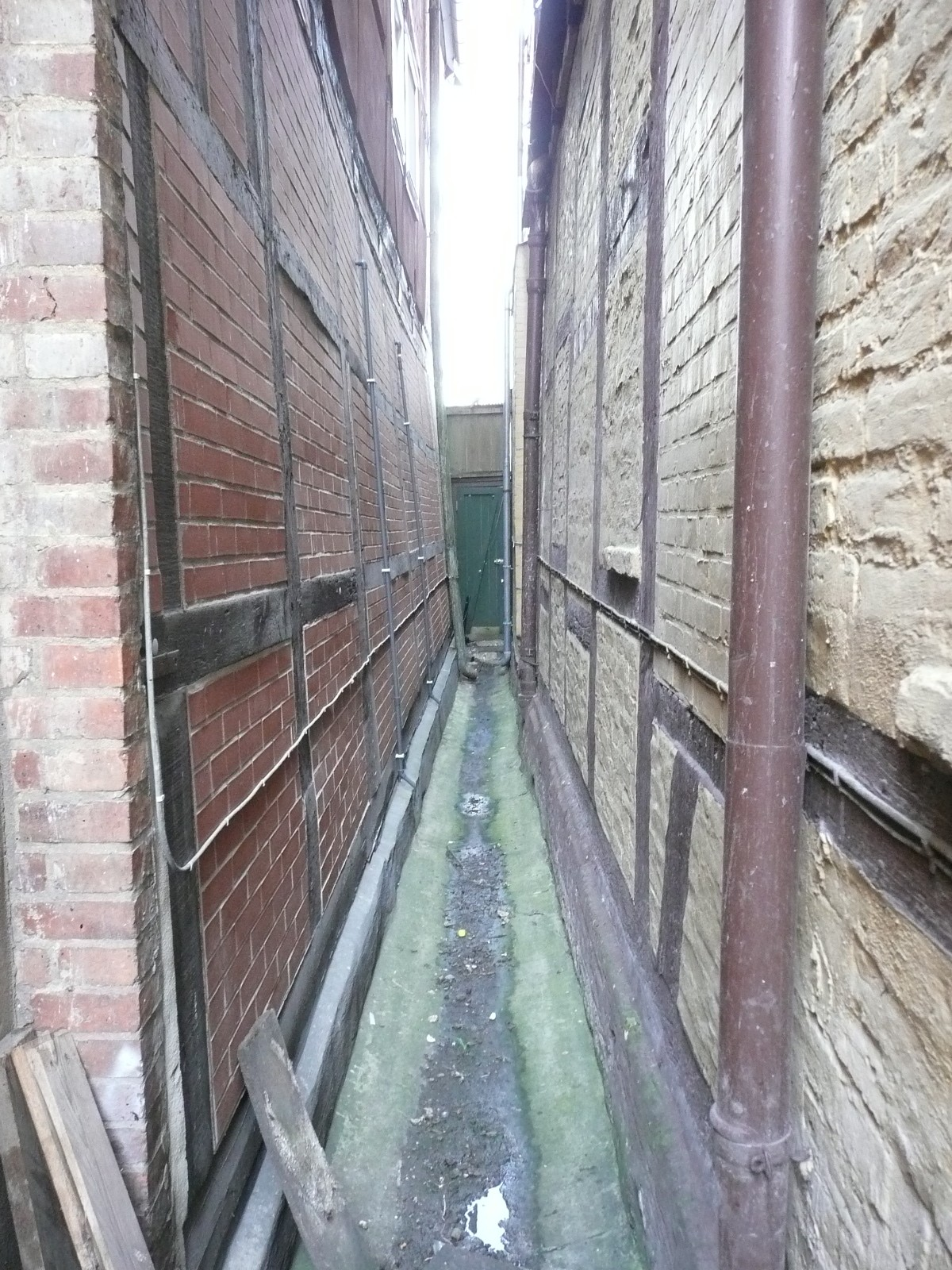
Zwische in Celle, Poststraße 8, unten die Abwasserrinne
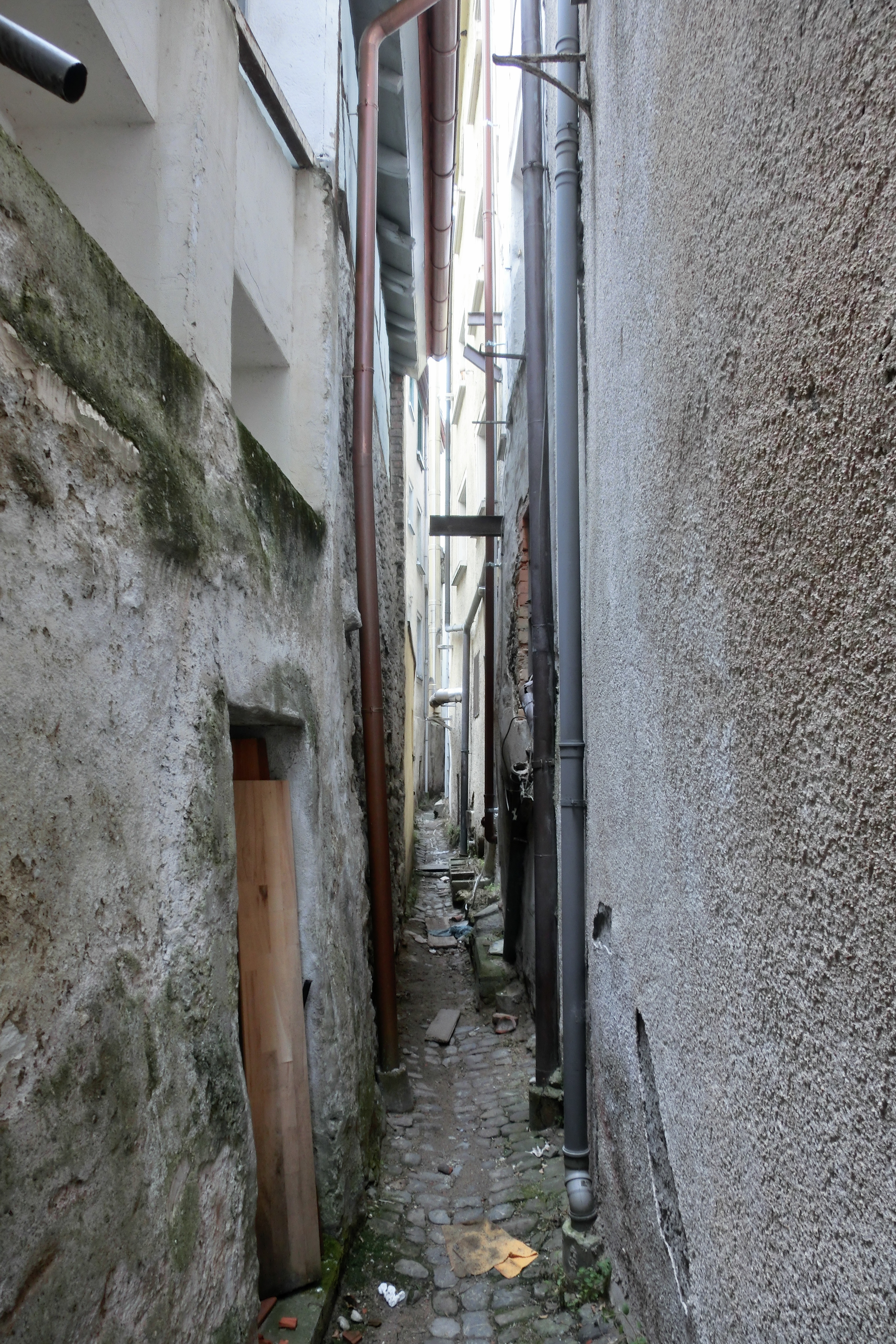
Ehgraben (Feuergasse) in Konstanz. Hier gut zu erkennen die zahlreichen später eingebauten Fallrohre der Dachrinnen.
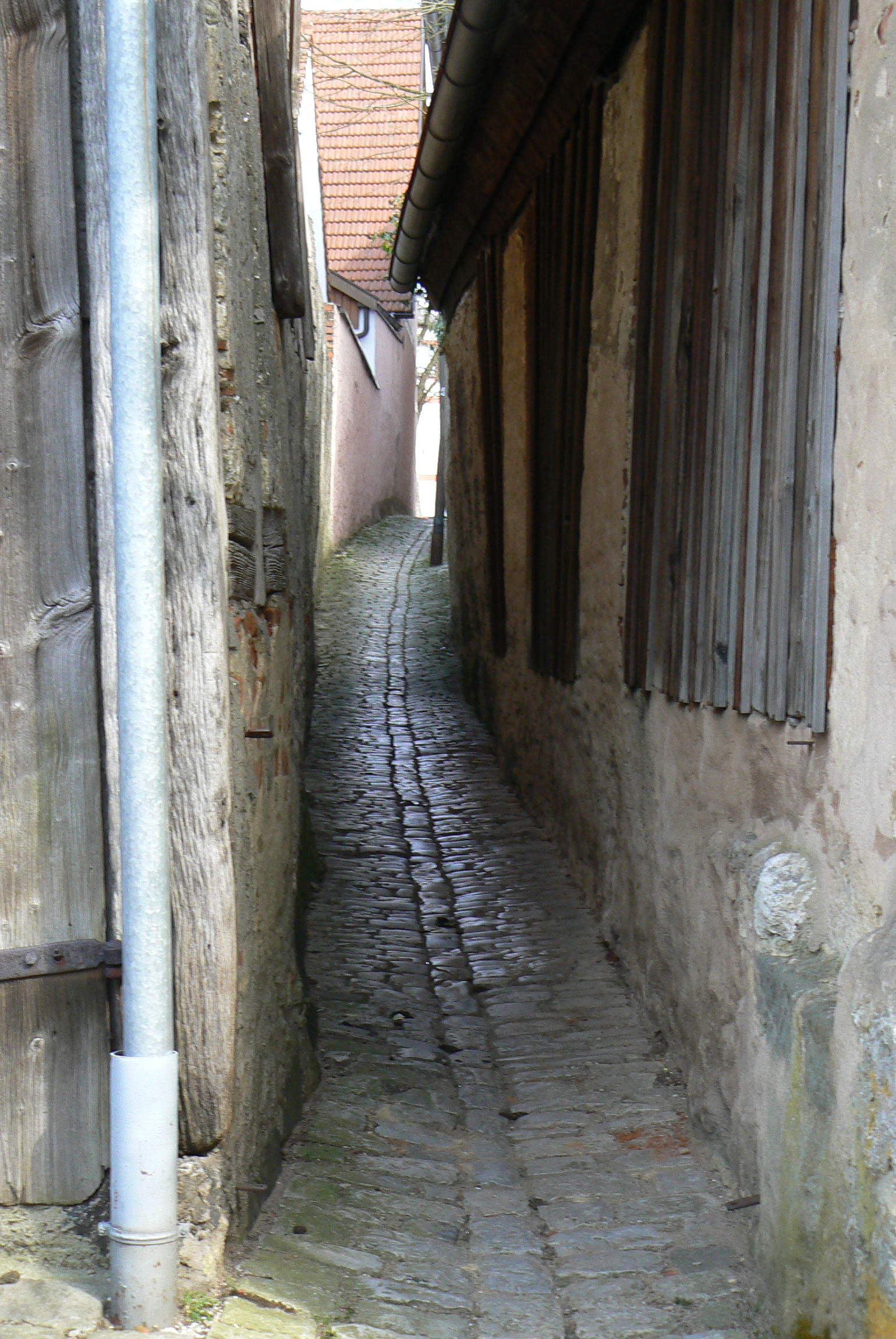
Traufgasse als Durchgang in Hollfeld

## Bauausführung und Bauvorschriften
Die in der Regel dunklen und häufig fensterlosen Traufgassen zogen sich entlang der gesamten Hauslänge. Anfänglich bestand ihr Boden lediglich aus gestampfter Erde, später wurden sie zuweilen gepflastert oder als Rinne ausbetoniert. Aufgrund städtischer Erlasse wurden sie in späteren Zeiten zur Straße hin durch Brettertüren geschlossen.
Traufgassen waren seit altersher im Zusammenhang mit dem Traufrecht und Dachtraufrecht Gegenstände von Bauvorschriften. Zweck des Traufrechts war noch im 18. Jahrhundert, dass „kein nachbar an des andern traufe so nahe bauen darf, dasz dadurch der ablauf des wassers gehindert werde, oder ein anderer nachtheil dem besitzer des traufrechtes daraus erwachsen könnte.“ Dieser Rechtsanspruch auf einen freigelassenen Randstreifen um das Gebäude herum verhinderte Grenzbebauungen und bildete (schützte) Traufgassen.
Noch in der bayrischen Bauordnung von 1901, in der die Traufgassen als Reihen, Winkel und Ehgräben bezeichnet wurden, finden sich Vorschriften zur Bauausführung, um die hinreichende Entwässerung der Traufgassen zu gewährleisten, damit Bauschäden und Ansammlungen von Unrat an den eng beieinander stehenden Gebäuden vermieden werden:

„I. Winkel und sogenannte Reihen (Ehegräben etc.) zwischen den einzelnen Bauten müssen, wo nur immer möglich, vermieden, unter allen Umständen aber so gepflastert werden, daß ein entsprechender Wasserablauf ermöglicht ist.
II. Vorrichtungen zur Einleitung des Inhaltes von Abtritten in solche Reihen sind unzulässig und zur Einleitung von Schmutzwasser nur dann erlaubt, wenn eine hinreichende Spülung mit reinem Wasser bewirkt werden kann.“

Traufgassen wurden mit dem Aufkommen von Dachrinnen und der städtischen Kanalisation oftmals funktionslos und in der zweiten Hälfte des 19. sowie im beginnenden 20. Jahrhundert straßenseitig vermauert. Das Ende des Fachwerkbaus und die Genehmigung von Grenzbebauungen beschleunigte ebenfalls das allmähliche Verschwinden der Traufgassen aus dem Ortsbild. Dem widersetzten sich seit Mitte des 20. Jahrhunderts Bestrebungen der Stadtbildpflege und Denkmalpflege. So gibt es seither in einigen Altstädten wie Rheda-Wiedenbrück (1977) und Warburg (1978) eigene Traufgassensatzungen, um die im Stadtbild historisch bedeutenden Traufgassen zu erhalten. Andere Altstädte regeln die Erhaltung ihrer ortsbildprägenden historischen Traufgassen im Rahmen von Gestaltungssatzungen, z. B. die Städte Dillenburg (1997) und Rinteln (2020).